# Amphimas pterocarpoides
Amphimas pterocarpoides är en ärtväxtart som beskrevs av Hermann August Theodor Harms. Amphimas pterocarpoides ingår i släktet Amphimas och familjen ärtväxter. Inga underarter finns listade i Catalogue of Life.